# Liste des aires protégées des Seychelles

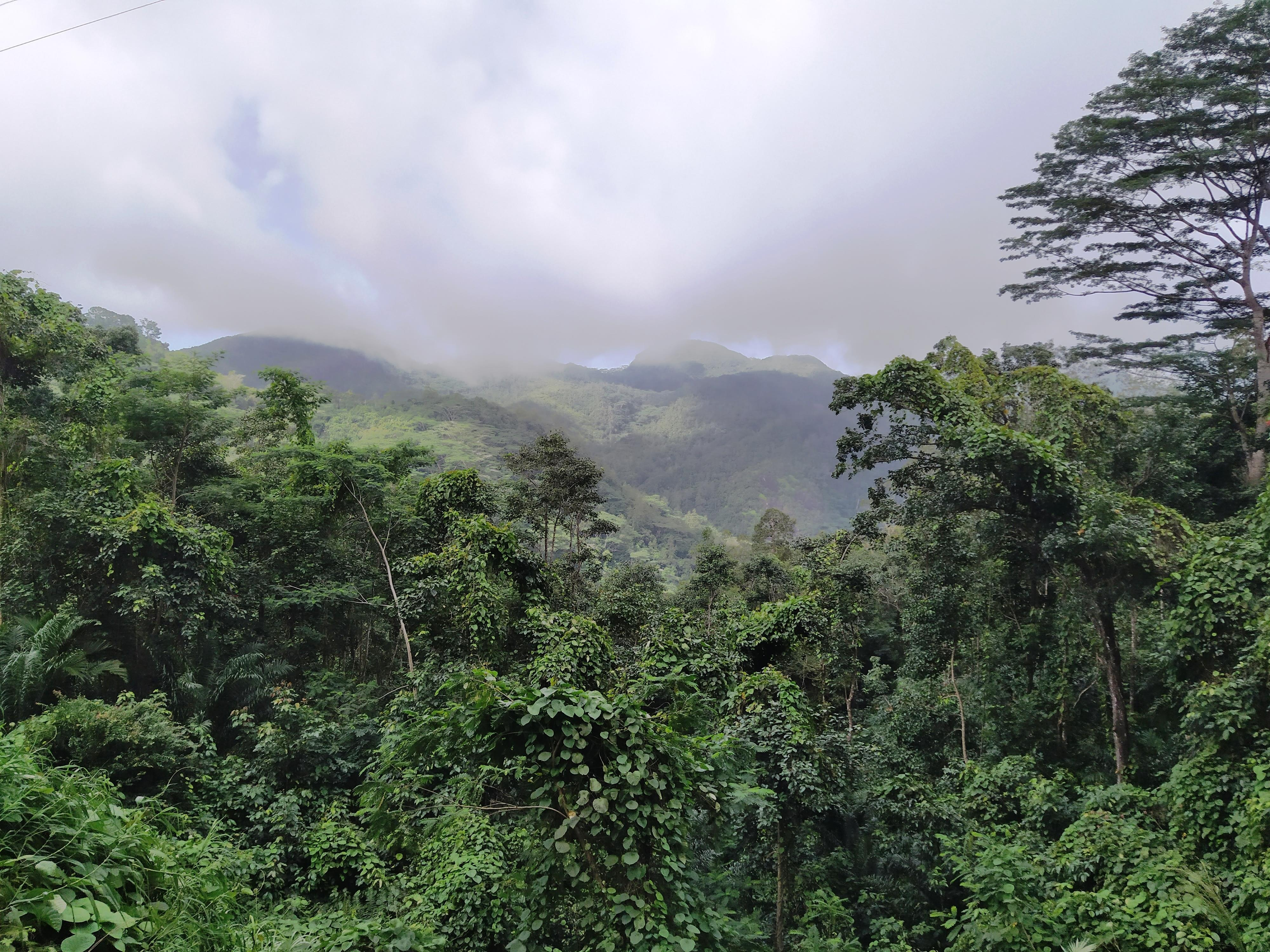
Paysage du parc national du Morne Seychellois.

Les Seychelles possèdent différentes aires protégées,.

## Aire protégée
- Aire protégée des bancs Africains

## Parcs nationaux

### Parcs nationaux terrestres
- Parc national de Praslin, 1979
- Parc national du Morne Seychellois (Mahé), 1979
- Parc national de Silhouette, 2010
- Parc national de Ramos (Félicité) (en)
- Parc national de la Baie Ternaie (Mahé), 1979
- Parc national île du Sud et atoll Poivre
- Parc national de Moyenne

### Parcs nationaux marins
- Parc national marin de Curieuse,1979
- Parc national marin de l'île Cocos, l'île La Fouche et l'îlot Platte (pl), 1997
- Parc national marin de Port Launay (Mahé), 1979
- Parc national marin de Sainte Anne, 1973
- Parc national marin de Silhouette, 1987
- Parc national du lagon d'Aldabra et environs,1981 (et réserve naturelle spéciale du lagon)

## Réserves naturelles (1966)
- Réserve naturelle de Boudeuse
- Réserve naturelle de la vallée de Mai (Praslin), 1979
- Réserve naturelle de l'île aux Vaches Marines (Mahé)
- Réserve naturelle de l'île Beacon (île Sèche)
- Réserve naturelle de l'île Booby (aux Fous)
- Réserve naturelle de Mamelle
- Réserve naturelle d'Étoile
- Réserve de King Ross (Lampériaire)

## Réserves spéciales
- Réserve spéciale d'Aldabra
- Réserve spéciale de l'île Aride
- Réserve spéciale de l'île Cousin
- Réserve spéciale de Récif
- Réserve spéciale de la Veuve (La Digue), 1991

## Conventions internationales

### Sites Ramsar
La convention de Ramsar est entrée en vigueur aux Seychelles le 22 mars 2005.
En janvier 2020, le pays compte 3 sites Ramsar, couvrant une superficie de 440,25 km2.

### Patrimoine mondial
En 2025, les Seychelles comptent 2 sites naturels inscrits au patrimoine mondial de l'Unesco : l'atoll d'Aldabra et la vallée de Mai.